# Pleocoma puncticollis
Pleocoma puncticollis is een keversoort uit de familie Pleocomidae. De wetenschappelijke naam van de soort is voor het eerst geldig gepubliceerd in 1889 door Rivers.